# Трубецький Юрій Юрійович
Князь Юрій Юрійович Трубецький (20 квітня 1688 —8 вересня 1739) — російський державний діяч, дійсний таємний радник, сенатор, молодший з двох князів Трубецьких кінця XVII століття. Спільний предок усіх Трубецьких, які жили після 1750 року.

## Біографія
Другий син боярина Ю. П. Трубецького, племінник «великого Голіцина». Почав придворну службу кімнатним стольником царів Федора Олексійовича та Петра I. Пізніше вступив до спеціального (потішного) війська Петра, при кожуховських маневрах (1694) був уже капітаном Преображенського полку.
У 1700 році без особливого успіху вів у Берліні переговори з прусським курфюрстом про приєднання до Північного союзу. У 1710 році супроводжував царевича Олексія Петровича до Дрездену для удосконалення освіти. Трубецький до цього часу побував у багатьох країнах і вивчив італійську мову, на якій «порядно довго» спілкувався в Москві з приїжджим голландцем де Брейном.
За час 18-річного перебування в шведському полоні старшого брата Івана Юрійовича (згодом генерал-фельдмаршала) князь Юрій пройшов по військовій службі і йому було присвоєно звання бригадира в березні 1719 року. У сімейній хроніці сказано, що він відзначився при взятті російськими військами Дербента в 1722 році. Брав участь у будівництві Петропавлівської фортеці; на честь його названий Трубецький бастіон.
У 1720 році призначений президентом Магістрату — вищого органу міського управління в Росії. Катерина I пожалувала йому чин генерал-поручика. У 1727 році поставлений керувати створеною Бєлгородською губернією.
Після вступу на престол Анни Іоанівни князь Трубецький був призначений сенатором (4 березня 1730 року) і слідом за тим пожалуваний в дійсні таємні радники (28 квітня того ж року). Помер у 1739 році, похований в Олександро-Невській лаврі.

## Сім'я

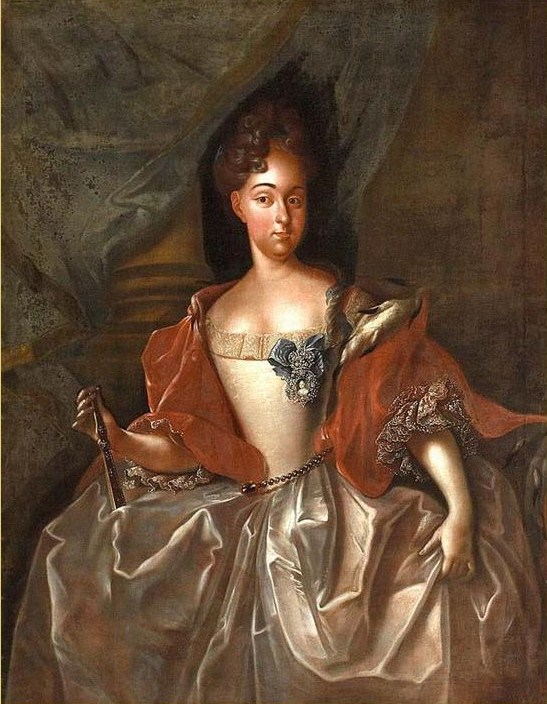
Марія Черкаська, дочка. Художник І. П. Аргунов (1760-е)

З 1692 року був одружений першим шлюбом на одній з найбагатших у Росії спадкоємиць — княжній Олені Черкаській, що була єдиною дочкою князя Григорія Черкаського та внучкою князя М. І. Одоєвського, який очолював уряд царя Федора Олексійовича. У цьому шлюбі народилися три сини і дві дочки:
- Микита (1699—1767), генерал-прокурор Сенату, президент Військової колегії, генерал-фельдмаршал, засновник старшої гілки роду Трубецьких.
- Іван (1703—1744), камергер, президент Юстиц-колегії, засновник другої гілки Трубецьких, яка володіла маєтком Охтирка;
- Олексій (1704—1776), капітан Ізмайловського полку, одружений зі статс-дамою Анною Львівною Наришкіною, двоюрідною сестрою Петра I; від них походить третя гілка Трубецьких.
- Марія (1696—1747), статс-дама, дружина князя О. М. Черкаського, державного канцлера Російської імперії. Дуже любила музику та завела домашній оркестр, який вважався одним із найкращих у столиці.
- Параскева (1704—1767), статс-дама, дружина графа Петра Семеновича Салтикова, генерал-фельдмаршала. Через неї обмінювалися посланнями противники змови верховників.

У 1721 році овдовілий князь забажав одружитися знову та зупинив свій вибір на Ользі (1704-17..), дочці адмірала І. М. Головіна та племінниці сумно відомого майора Глєбова. Посадженими батьком і матір'ю на весіллі були Петро I з дружиною.
Сестра молодої княгині Трубецької вийшла заміж за прадіда О. С. Пушкіна, який, за сімейними переказами, у пориві ревнощів зарізав її під час пологів. У шлюбі Ольги Іванівни народилися два сини:
- Дмитро (1724—1792), гвардії капітан-поручик, засновник молодшої, найбагатшої гілки Трубецьких.
- Олександр (1727—1750), камергер, людина вельми освічена, згадується в «Записках» Катерини II, помер неодруженим від сухот.